# مديعة
مَدِيعَة (الاسم العلمي: Turbo)، جنس حيوانات بحرية من الرخويات بطنقدميات تتبع فصيلة المديعيات.